# Embaixada do Canadá em Lisboa
A Embaixada do Canadá em Lisboa é a representação diplomática do Canadá em Portugal. Os seus escritórios estão situados na Avenida da Liberdade, 196-200, na capital portuguesa, Lisboa.

## Missão
Esta embaixada é responsável pelas relações entre Canadá e Portugal e presta serviços aos canadianos em solo português. A embaixada é apoiada por dois consulados: um em Faro, em Algarve, e outro em Ponta Delgada, nos Açores.

## História
O primeiro consulado canadiano foi estabelecido no país em 1946. As relações diplomáticas entre o Canadá e Portugal foram oficialmente estabelecidas em 18 de janeiro de 1952. Uma legação canadiana, chefiada por um encarregado de negócios residente, foi criada em 20 de abril de 1953. Esta missão diplomática foi transformada em embaixada em 20 de abril de 1955.